# Kırgın Çiçekler
Kırgın Çiçekler est une série télévisée turque en 113 épisodes d'environ 140 minutes diffusée entre le 29 juin 2015 et le 12 mars 2018 sur la chaîne atv,.
Cette série est inédite dans tous les pays francophones.

## Synopsis
Eylül est une jeune fille qui est harcelée par son beau-père. Lorsqu'elle raconte cette situation à sa mère, elle préfère emmener Eylül dans un orphelinat au lieu de quitter son mari. Dans cet orphelinat récemment ouvert au milieu d'un quartier luxueux, Eylül se liera d'amitié avec trois filles, Songül, Kader et Meral. Les quatre jeunes sont humiliés et calomniés par les jeunes riches de la région. Lorsqu'aucune des écoles publiques ne veut les accepter à cause de la calomnie, l'assistant social de l'orphelinat, Feride, parvient à les accepter comme étudiants de l'école privée du quartier où ils se trouvent. Cemre, une ancienne riche, qui autrefois se moquait des orphelines, se retrouve elle aussi à l'orphelinat après la mort de ses parents. Les cinq filles essayeront de survivre malgré tous les problèmes qu’elles ont.

## Distribution

### Acteurs principaux
- İpek Karapınar (tr) : Feride Güngör
- Özgür Çevik (tr) : Toprak Eren
- Biran Damla Yılmaz (tr) : Eylül Acar
- Gökçe Akyıldız (tr) : Songül Celen
- Hazar Motan (tr) : Cemre Derinoğlu
- Çağla Irmak (tr) : Kader Kutay
- Aleyna Solaker (tr) : Meral Kendir

### Acteurs récurrents et invités
- Derya Artemel : Mesude Yılmaz
- Veda Yurtsever : Nazan Özgün
- Erdal Bilingen : Tevfik Özgün
- Sacide Taşaner (tr) : Neriman Sönmez
- Zeynep Irgat (tr) : Hediye
- Arif Diren : Güney Ertürk
- Nil Keser : Defne Özgün
- Mehmet Aykaç : Serkan Özgün
- Cansu Fırıncı : Kemal Yılmaz
- Zeynep Parla : Cansu
- Burak Arslan : Burak
- Furkan Andıç (tr) : Gökhan Turalı
- Birgül Ulusoy (tr) : Emine
- Gökçe Yanardağ (tr) : Seher Karaman
- Yağmur Ün (tr) : Zeyno Derinoğlu
- Kadir Çermik (tr) : Necmi
- Birgen Engin : Banu Savaş
- Ülkü Hilal Çiftçi : Gülcan
- Nil Günal : Emel
- Hülya Gülşen Irmak (tr) : Nezihe
- Gülen Karaman (tr)
- Murat Onuk : Ekrem
- Yunus Emre Terzioğlu : Cenk
- Dilara Mücaviroğlu : Aleyna
- Barış Yalçın : Barış
- Esma Yılmaz : Büşra Acar
- Seda Güngör : Merve
- Burcu Almeman : Selin
- Kaan Kasapoğlu : Mert
- Almila Ada (tr) : Lalin
- Ruhi Sarı (tr) : Sadullah Celen
- Selen Kurtaran : Özlem
- Canberk Gül
- Esra Dermancıoğlu (tr) : Zehra
- Oğuz Peçe : Atakan
- Elif Ceren Balıkçı : Sedef